# Ачиреале
Ачиреа̀ле (на италиански: Acireale, на сицилиански Jaciriali, Ячириали или просто Jaci, Ячи) е пристанищен град и община в Южна Италия, провинция Катания, автономен регион и остров Сицилия. Разположено е на брега на Йонийското море. Населението на общината е 51 362 души (към 2012 г.).
В града се провежда известният Карнавал на Ачиреале. 

## Известни личности
Родени в Ачиреале
- Даниела Рока (1937 – 1995), актриса